# Livilla adusta
Livilla adusta är en insektsart som först beskrevs av Löw 1881.  Livilla adusta ingår i släktet Livilla och familjen rundbladloppor. Inga underarter finns listade i Catalogue of Life.